# Ted Simon
Ted Simon (Alemania, 1931) es un periodista, escritor y viajero británico nacido en Alemania y residente en Francia. Conocido por su vuelta al mundo en moto en los años 70, relatada en su libro Los Viajes de Júpiter.

## Biografía
Ted Simon nació en Alemania en 1931. Después de terminar sus estudios como ingeniero químico comenzó su carrera periodística en París en el Continental Daily Mail. De vuelta a Reino Unido para servir en la RAF fundó Scramble, una revista para reclutas que llamó la atención de Arthur Christiansen, editor del Daily Express, periódico en el que posteriormente trabajó durante diez años. Más tarde fundó una revista llamada King y a los tres años se trasladó a Francia donde colaboró con varios periódicos británicos.
En 1973 comenzó su viaje alrededor del mundo en una moto Triumph Tiger 500, finalizándolo en 1977. Comenzó bajo el patrocinio del Sunday Times. Durante cuatro años atravesó 45 países, algunos de ellos inmersos en conflictos bélicos, y recorrió más de 100.000 kilómetros. Las vivencias de ese viaje están recogidas en su libro Los Viajes de Júpiter (Jupiter's Travels). Poco más tarde publicó Riding High donde completa sus experiencias y reflexiones del viaje, este libro se ha publicado en español bajo el título Sobre Ruedas, Más allá de Los Viajes de Júpiter.
Entre los viajeros a los que influyó su libro se encuentran Ewan McGregor y Charley Boorman que leyeron Los Viajes de Júpiter antes de emprender su viaje en moto desde Londres a Nueva York. Durante esta aventura, bautizada con el nombre Long Way Round se encontraron con Ted Simon en Mongolia.
En 2001, a la edad de setenta años, comenzó otra vuelta al mundo, en una BMW R80 GS, donde intentó seguir el mismo recorrido de Los Viajes de Júpiter, en busca de viejos amigos y cambios en el orden mundial. El libro en el que detalla este nuevo viaje se tituló Dreaming Jupiter y en español se publicó con el título Los sueños de Júpiter.
Hoy en día sigue viajando en moto, dando conferencias en universidades y reuniéndose con viajeros en moto de todo el mundo.

## Libros
- Los Viajes de Júpiter, 2009, Interfolio Libros ISBN 9788493695033
- Sobre ruedas, Más allá de Los Viajes de Júpiter, 2010, Interfolio Libros ISBN 9788493769444
- Los Sueños de Júpiter, 2012, Interfolio Libros ISBN 9788493769451
- El gitano que hay en mí, 2014, Interfolio Libros ISBN 9788494061066
- Jupiter's Travels (Los Viajes de Júpiter), 1996, Jupitalia  ISBN 0965478521
- The Gypsy in Me, 1997, Viking ISBN 0670862894
- Riding High, 1998, Jupitalia Productions ISBN 0965478513
- Dreaming of Jupiter, 2007, Sphere ISBN 1847441815
- Dreaming of Jupiter, 2007, Jupitalia ISBN 9780965478540

## Frases
“¡Atención! 
A causa de este libro hombres y mujeres 
han abandonado sus trabajos para tomar la carretera. 
Durante treinta años ha cambiado muchas vidas. 
Podría cambiar la suya.” Contracubierta de Los Viajes de Júpiter
"El viaje son las interrupciones" Ted Simon